# Gut Rothenhof
Gut Rothenhof ist ein Gutshof, der heute zu Gräfenhausen gehört, einem Stadtteil von Annweiler am Trifels.

## Lage
Der Hof befindet sich im Tal der Queich unmittelbar nördlich der Bahnstrecke Landau–Rohrbach. Lediglich wenige hundert Meter südlich erstreckt sich der Stadtteil Queichhambach.

## Architektur
Beim denkmalgeschützten Gut handelt es sich um einen um das Jahr 1910 errichteten Walmdachbau, der auf zurückhaltende Weise neuklassizistische Formen enthält.

## Geschichte
Gut Rothenhof fungiert als landwirtschaftlicher Betrieb. Früher diente er der Lebensmittelerzeugung für die nahe Pfälzische Heilstätte Ramberg, der heutigen Fachklinik Eußerthal. Mittlerweile ist er als Wohnplatz Rothenhof ausgewiesen.